# Эрве IV (виконт Леона)
Эрве IV (V) (фр. Herve IV, брет. Hoarvei IV; ум. после 7 июня 1298) — виконт Леона c 1264/1265, сын виконта Леона Эрве III.

## Биография
Эрве IV стал виконтом Леона в 1264 или в 1265 году. Он был единственным известным сыном своего отца Эрве III. Также Эрве IV имел сестру сестру Эми, которая вышла замуж за сеньора де Динан Ролана III, продавшего в октябре 1276 года приданое своей жены герцогу Бретани Жану I. 
Эрве IV имел единственную дочь, также по имени Эми, мужем который был Прижен де Коэтмен, виконт де Тонкедек. 7 июня 1298 года Прижен продал и свою часть виконтства, сыну Жана I, Жану II, наследовавшему своему отцу в Бретани. В то время Эрве IV был еще жив, но после его смерти виконтство Леон окончательно перешло к герцогам Бретани.

## Брак и дети
Жена: Неизвестно. Дети:
- Эми (ум. после октября 1276); муж — Прижен де Коэтмен (ум. после 1300), виконт де Тонкедек